# گلفشان نفتلیجه
نفتلیجه یا (نفتلجه) گلفشانی طبیعی واقع در استان گلستان است که در فاصله ۱۵ کیلومتری شهر گمیشان در کرانه شرقی دریای خزر  واقع شده است.